# Furutorp, Bromarv
Villa Furutorp är en villa i Bromarv i sydvästra Finland. Byggnaden uppfördes vid sekelskiftet 1900. Idag hyser huset bland annat ett bibliotek. Byggnaden ägs av Bromarf biblioteks vänner r.f.

## Historia
Villa Furutorp byggdes 1899–1900 av senatorn Anders Hornborg som sommarresidens. Därefter har huset fungerat både som sommarkoloni och pensionat. Turistföreningen i Finland utgav 1936 broschyren Pensionat, vilohem och kurorter, där det nämns att Furutorp vilohem har 14 rum och 29 bäddar samt egen sandstrand och bastu. Strandbastun har senare förfallit och murknat men ett badhus finns kvar.
Furutorp fungerade också som tillfällig kyrka när Bromarvs gamla kyrka renoverades på 1950-talet.
Före detta Bromarv kommun köpte huset år 1955 och kommunens kansli flyttade in i byggnaden. Furutorp är drygt 400 kvadratmeter stort och omfattar två våningar plus en rymlig källare. Idag hyser Villa Furutorp ett bibliotek som sköts av föreningen Bromarf biblioteks vänner. Föreningen köpte Furutorp av Raseborgs stad år 2014.